# Valérie Jouve
Valérie Jouve, née le 27 décembre 1964 à Firminy, est une photographe contemporaine française, vidéaste et réalisatrice.

## Biographie

### Jeunesse
Valérie Jouve naît et vit jusqu'à ses 17 ans à Firminy ; elle assiste à la désindustrialisation de la ville et, au-delà, de la région stéphanoise, marquées par les fermetures des mines et de la sidérurgie. Cet environnement est déterminant pour son travail de photographe.

### Carrière
Après des études d'anthropologie, elle choisit de devenir photographe. Ses photographies, qui relèvent aussi de la démarche de l'art contemporain, appartiennent aussi aux domaines de l'anthropologie, de la sociologie et de la représentation du monde d'aujourd'hui. Par la mise en scène photographique de moments grâce à des « images jouées » ou « performées », elle décrypte notre société et ses aspects de théâtralité quotidienne. Selon elle, son art est davantage le reflet de la manière dont on pense et compose la réalité.
Valérie Jouve expose ses photographies depuis 1995, notamment à la galerie Anne de Villepoix. En septembre 2006, elle les présente à la galerie Xippas à Paris.
En 2010, l'exposition « En attente » au Centre Georges-Pompidou, montre une trentaine de photographies prises hors du monde occidental. De 2011 à 2014, elle travaille avec quatre femmes palestiniennes à Jéricho, ce qui donne lieu à une exposition au MAC/VAL à Vitry-sur-Seine. Elle poursuit, en 2015, au Jeu de paume, avec une exposition personnelle puis, en 2018, avec une installation au musée d'Art moderne et contemporain de Saint-Étienne Métropole.
Cinéaste, elle réalise, en 2003, son premier film Grand Littoral (primé au FIDMarseille) puis, en 2006, Time is Working Around Rotterdam, en 2010 Traversée, film qui traverse le territoire de la Cisjordanie et Blues en 2015. En 2023, en montre à la Cité de l'architecture et du patrimoine Porte d'Aubervilliers, conte poétique d'une avancée du Grand Paris.

### Prix
- 2013 : Prix Niépce[7]

### Décorations
- 2011 : Chevalière de l'ordre des Arts et des Lettres[8]
- 2021 :  Officière de l'ordre des Arts et des Lettres[réf. nécessaire]

## Publications
- Valérie Jouve, sous la direction de Michel Poivert, Centre national de la photographie, Arles, Actes Sud, 1998[9]
- Grand Littoral, Marseille, Ateliers d'Artistes de la ville de Marseille, 2003, 61 p. (ISBN 2-91-174818-2)
- Valérie Jouve, sous la direction de Quentin Bajac, éditions du centre Pompidou, 2010[10], 96 p.
- Résonances, Göttingen, Steidl Verlag, 2010, 240 p.
- Ceci n'est pas un parc, éditions Libel, Lyon, 2010
- Valérie Jouve : Corps en résistance, sous la direction de Marta Gili, Paris, Pia Viewing/Jeu de paume, 2015[11]
- Valérie Jouve, Michel Poivert (textes de Michel Poivert et Morad Montazami), Paris, Flammarion/CNAP, coll. « Nouvelle création contemporaine », 2022  (ISBN 978-2-08-025213-5)

## Expositions
- Centre national de la photographie, du 4 mars au 20 avril 1998
- Centre national d'art et de culture Georges-Pompidou, du 23 juin au 13 septembre 2010
- Jeu de paume, « Corps en résistance », du 2 juin au 27 septembre 2015[12] ; La Corogne, Fundación Luis Seoane, du 5 novembre 2015 au 17 janvier 2016
- Musée d'art moderne et contemporain de Saint-Étienne Métropole, « Formes de vies », du 19 mai 2018 au 16 septembre 2018[13]
- Petit Palais, « Accrochage », du 13 octobre 2018 au 13 janvier 2019[14]
- Centre photographique d'Île-de-France, Pontault-Combault, « Le monde est un abri visible »[3], du 11 février au 14 avril 2024
- Galerie Xippas, Paris, « Du temps, un souffle »[3], du 3 mars au 20 avril 2024

### Radio
- « Valérie Jouve, photographe : "La réalité se pense et la photo est le reflet de cette pensée" », France Culture, Les Midis de Culture, le 22 mars 2024

### Vidéo
- Présentation par l’artiste de l’exposition « En attente », sur dailymotion.com